# European Company and Financial Law Review
Die European Company and Financial Law Review (ECFR) ist eine juristische Fachzeitschrift, die viermal jährlich im Verlag Walter de Gruyter erscheint und ihren Schwerpunkt im europäischen Gesellschafts- und Kapitalmarktrecht hat. Sie erscheint seit 2004 auf Englisch als eigenständige Schwesterpublikation zur Zeitschrift für Unternehmens- und Gesellschaftsrecht (ZGR), nachdem bereits seit 1992 unter der Rubrik European Company Law Review (ECLR) Beiträge zum ausländischen und europäischen Gesellschaftsrecht in der ZGR erschienen waren.
Der Herausgeberkreis der ECFR umfasst derzeit Holger Fleischer, Jesper Lau Hansen, Maarten J. Kroeze, Hanno Merkt, Andres Recalde Castells, Marco Ventoruzzo und Marieke Wyckaert
Die ECFR erscheint in Zusammenarbeit mit der niederländischen Zeitschrift Ondernemingsrecht, der Schweizerischen Zeitschrift für Wirtschafts- und Finanzmarktrecht (SZW), der spanischen Revista de Derecho de Sociedades (RdS), der französischen Revue des sociétés, der italienischen Rivista delle società sowie der belgischen Revue pratique des societies – Tijdschrift voor rechtspersoon en vennootschap. Es existiert ein redaktioneller Beirat, der mit Rechtswissenschaftlern aus dem europäischen Ausland besetzt ist.
Ebenso wie bei der ZGR werden in unregelmäßigen Abständen Sonderhefte veröffentlicht, die sich einem bestimmten Thema widmen. Seit 2006 findet jährlich an wechselnden Orten ein englischsprachiges Symposium statt, bei dem aktuelle europäische Herausforderungen des Gesellschafts- und Kapitalmarktrechts diskutiert werden.

## Herausgeberstreit
Am 18. Juli 2018 berichtete die überregionale Presse, Stephan Harbarth, damaliger Bundestagsabgeordneter und aktueller Richter des Bundesverfassungsgerichts, werde als Mitherausgeber der angesehenen Zeitschrift für Unternehmens- und Gesellschaftsrecht (ZGR) „in einen besonders erlauchten Kreis von Rechtsprofessoren aufgenommen“. Zuvor war der zusammen mit Harbarth für die CDU im Bundestag und im Rechtsausschuss sitzende, Kölner Abgeordnete und Hamburger Universitätsprofessor Heribert Hirte aus dem Kreis der Herausgeber der ZGR und des European Company and Financial Law Review ausgeschlossen worden. Über die tatsächlichen und rechtlichen Voraussetzungen dieses Ausschlusses wird bis heute vor Gericht gestritten.